# Percy Sledge

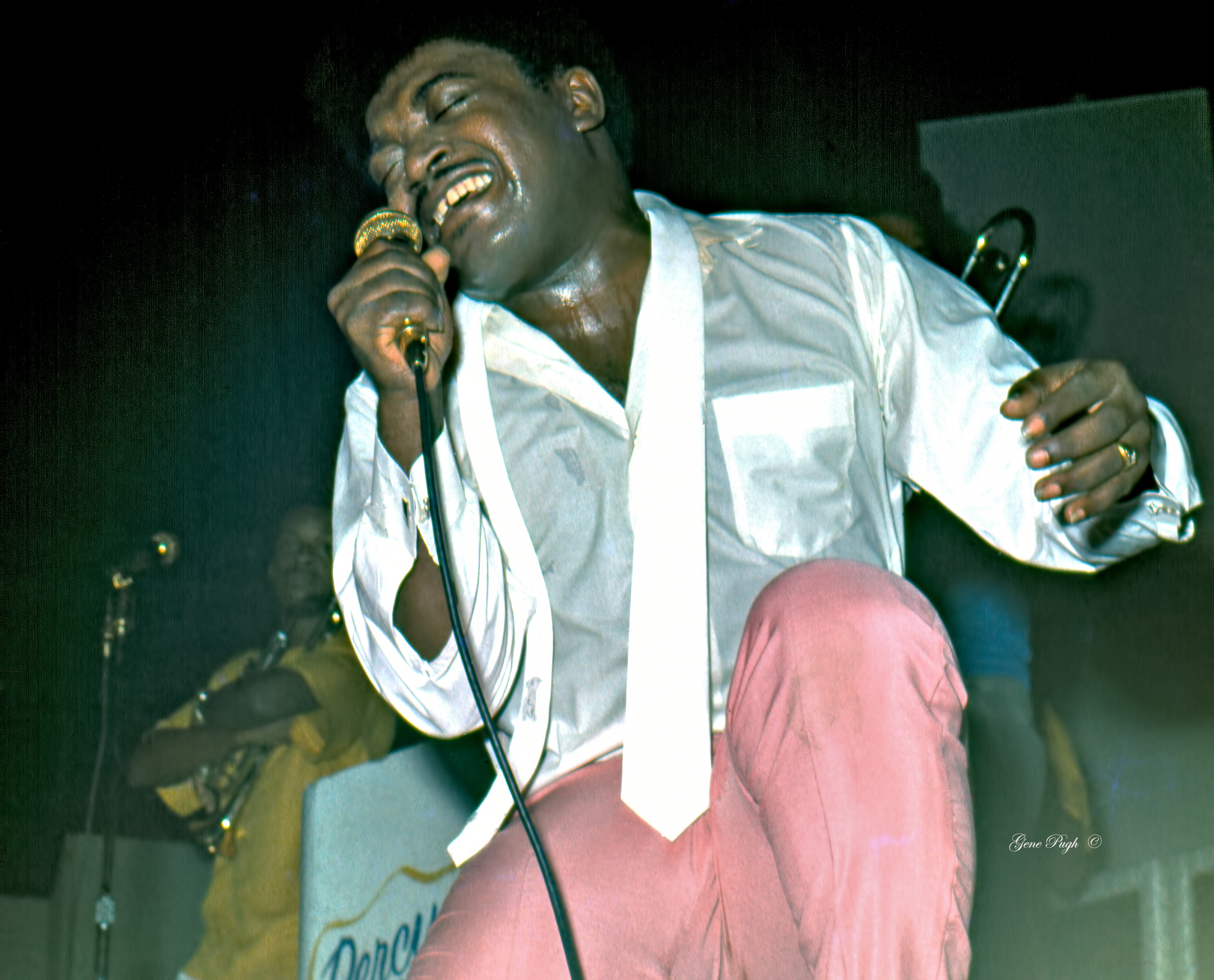
Percy Sledge 1974.

Percy Tyrone Sledge, född 25 november 1940 i Leighton i Alabama, död 14 april 2015 i Baton Rouge i Louisiana, var en amerikansk sångare.

## Biografi
Sledge arbetade under det tidiga 1960-talet som sjukbiträde i Sheffield, Alabama, samtidigt som han turnerade med en soulgrupp kallad the Esquires Combo. Genom en patient på sjukhuset fick han kontakt med en producent vid namn Quin Ivy som rådde honom att påbörja en egen solokarriär, vilket han också gjorde. De skrev snart kontrakt med Atlantic Records.
Percy Sledges dramatiska och djupa röst gjorde honom lämpad för ballader, och den första sången han spelade in, "When a Man Loves a Woman", blev en omedelbar internationell hit. Den blev också Atlantic Records första guld-certifikerade singel. Sången förekommer för övrigt på albumet med samma namn. Låten följdes upp av "Warm and Tender Love", "It Tears Me Up" och "Cover Me" som också blev hits, men han kommer nog alltid förknippas med "When a Man Loves a Woman". Låtar som dessa har gjort hans namn mycket respekterat inom soulmusiken.
Under 1970- och 1980-talen höll han en lägre profil och erhöll några mindre hits, däribland "I'll Be Your Everything". Han började turnera igen på 1990-talet och spelade 1994 in sitt första album på många år, Blue Night.
Percy Sledge invaldes i Rock and Roll Hall of Fame år 2005.
Sledge dog i sitt hem i Baton Rouge i sviterna av levercancer. Han efterlämnade hustru och 12 barn.

## Diskografi
- 1966 – Warm & Tender Soul
- 1966 – When a Man Loves a Woman
- 1967 – The Percy Sledge Way
- 1968 – Take Time to Know Her
- 1974 – I'll Be Your Everything
- 1994 – Blue Night
- 2002 – Live: From Louisiana
- 2004 – Shining Through the Rain